# Montserrat Cerdanya
Montserrat Cerdanya (1537-1582) fou un pagès i terratinent que l'any 1580 va fer construir Can Sumarro, antiga masia avui reconvertida en biblioteca.

## Biografia
Fill de Bartomeu Cerdanya (nascut a l'Hospitalet l'any 1509) i Joana Oliver (Nascuda a Esplugues) casats el dissabte 6 d'abril de 1527 i que 10 anys després tindrien a Montserrat juntament amb Violant i Joan. Montserrat era provinent de la nissaga dels Cerdanya (Sant Boi) perquè el seu avantpassat Llorenç Cerdanya (m. 1466) va néixer a Sant Boi.
De petit ja formava part del grup de famílies benestants de l'època, de fet, la família dels Cerdanya era la 5a família més important de l'Hospitalet en aquell moment. Al cap de 14 anys, el seu pare l'emancipà i seguidament li feu donacions de béns, ja que la poca esperança de vida obligava a la precocitat en molts actes jurídics i hereditaris a l'època.
Es casà amb Violant i tingué 5 fills: Margarida, Montserrat, Pau, Elisabet i Francesc.
L'any 1580 es va decidir subhastar la carnisseria (lloc arrendat per concessió reial i on l'arrendatari tenia per concessió reial el monopoli dins la població) per poder subvencionar les obres d'un nou temple. El millor postor fou el mateix Montserrat Cerdanya, que oferí 300 lliures, la quantitat més alta pagada fins aleshores.
Convertir-se en l'arrendatari de la carnisseria afegit a la bona marxa de la resta de les seves propietats significava pràcticament convertir-se en l'amo dels camps del voltant on es feien les pastures del ramat.
Aquell mateix any, Montserrat Cerdanya (també escrit Serdanya) va construir la masia que avui coneixem per Can Sumarro en ple nucli urbà i que encara es conserva envoltada per jardins (els antics camps de pasturatge).
En el seu testament, Montserrat Cerdanya, anomena hereu al seu fill gran i deixà 300 lliures a la resta de fills. També va disposar que si la descendència masculina s'extingia, els fills de la filla a qui correspongués hauria de deixar el cognom propi del pare i agafar el de Cerdanya per tal de no perdre el cognom.

## Família
La seva Família era els Cerdanya, la 5a família més important d'aquells anys a l'Hospitalet, eren provinents de Sant Bou per part del seu pare Bartomeu Cerdanya nascut a l'Hospitalet l'any 1499, net de Jaume Cerdanya (¿fill de Llorenç Cerdanya?) i besnet de Llorenç Cerdanya (m. 1466) originari de Sant Boi, per part de Mare era fill de Joana Oliver, nascuda a Esplugues de Llobregat, de la Família Oliver. Els pares de Joana eren Antoni Oliver i Francina. Bartomeu i Joana es van casar el dissabte 6 d'abril de 1527 i el 1537 va tenir a Montserrat Cerdanya. Es va casar amb Violant i va tenir 5 Fills: Margarida, Montserrat, Pau, Elisabet i Francesc. Va construir Can Sumarro el 1580 i va morir el 1582.

### Arbre Genealògic de Montserrat Cerdanya
|  |                     |  |  |  |  |  |  |  |  |  |  |  |  |  |  |  |
|  | Llorenç Cerdanya    |  |  |  |  |  |  |  |  |  |  |  |  |  |  |  |
|  |                     |  |  |  |  |  |  |  |  |  |  |  |  |  |  |  |
|  |                     |  |  |  |  |  |  |  |  |  |  |  |  |  |  |  |
|  | Jaume Cerdanya      |  |  |  |  |  |  |  |  |  |  |  |  |  |  |  |
|  |                     |  |  |  |  |  |  |  |  |  |  |  |  |  |  |  |
|  |                     |  |  |  |  |  |  |  |  |  |  |  |  |  |  |  |
|  | Francina Bertran    |  |  |  |  |  |  |  |  |  |  |  |  |  |  |  |
|  |                     |  |  |  |  |  |  |  |  |  |  |  |  |  |  |  |
|  |                     |  |  |  |  |  |  |  |  |  |  |  |  |  |  |  |
|  | Bartomeu Cerdanya   |  |  |  |  |  |  |  |  |  |  |  |  |  |  |  |
|  |                     |  |  |  |  |  |  |  |  |  |  |  |  |  |  |  |
|  |                     |  |  |  |  |  |  |  |  |  |  |  |  |  |  |  |
|  | Joana Ponç          |  |  |  |  |  |  |  |  |  |  |  |  |  |  |  |
|  |                     |  |  |  |  |  |  |  |  |  |  |  |  |  |  |  |
|  |                     |  |  |  |  |  |  |  |  |  |  |  |  |  |  |  |
|  | Montserrat Cerdanya |  |  |  |  |  |  |  |  |  |  |  |  |  |  |  |
|  |                     |  |  |  |  |  |  |  |  |  |  |  |  |  |  |  |
|  |                     |  |  |  |  |  |  |  |  |  |  |  |  |  |  |  |
|  | Antoni Oliver       |  |  |  |  |  |  |  |  |  |  |  |  |  |  |  |
|  |                     |  |  |  |  |  |  |  |  |  |  |  |  |  |  |  |
|  |                     |  |  |  |  |  |  |  |  |  |  |  |  |  |  |  |
|  | Joana Oliver        |  |  |  |  |  |  |  |  |  |  |  |  |  |  |  |
|  |                     |  |  |  |  |  |  |  |  |  |  |  |  |  |  |  |
|  |                     |  |  |  |  |  |  |  |  |  |  |  |  |  |  |  |
|  | Francina            |  |  |  |  |  |  |  |  |  |  |  |  |  |  |  |
|  |                     |  |  |  |  |  |  |  |  |  |  |  |  |  |  |  |
|  |                     |  |  |  |  |  |  |  |  |  |  |  |  |  |  |  |